# Sieczna

Sieczna przecina krzywą w punktach

Sieczna – prosta przecinająca daną krzywą w co najmniej dwóch punktach. Odcinek siecznej ograniczony punktami przecięcia z krzywą nazywa się cięciwą tej krzywej.

## Twierdzenie o siecznej okręgu przechodzącej przez punkt
Dla danego punktu {\displaystyle P} i okręgu {\displaystyle o,} dla każdej siecznej przechodzącej przez {\displaystyle P} i przecinającej {\displaystyle o} w punktach {\displaystyle A} i {\displaystyle B} wartość wyrażenia {\displaystyle |PA|\cdot |PB|} jest ta sama. Twierdzenie to jest prawdziwe również dla zdegenerowanych siecznych, tzn. stycznych.

### Dowód

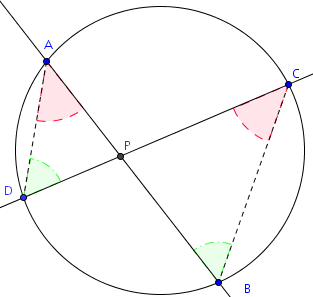

#### DlaP{\displaystyle P}na zewnątrz okręgu
Poprowadźmy z punktu {\displaystyle P} styczną i sieczną okręgu {\displaystyle o.} Punkt styczności nazwijmy {\displaystyle T,} a punkty przecięcia z sieczną {\displaystyle A} i {\displaystyle B,} gdzie {\displaystyle |PA|<|PB|.} Kąt {\displaystyle PBT} jest kątem wpisanym opartym na cięciwie {\displaystyle TA,} więc przystaje do kąta dopisanego {\displaystyle ATP.} Trójkąty {\displaystyle ATP} i {\displaystyle TBP} mają wspólny kąt {\displaystyle TPB,} a ich pozostałe kąty są przystające, więc są podobne.
Wobec tego prawdą jest, że:
{\displaystyle {\frac {|PT|}{|PA|}}={\frac {|PB|}{|PT|}}.}
Po wymnożeniu obustronnie przez {\displaystyle |PA|\cdot |PT|} otrzymujemy
{\displaystyle |PT|^{2}=|PA|\cdot |PB|.}
Identyczne rozumowanie można przeprowadzić dla dowolnej innej siecznej, a dla drugiej stycznej wniosek jest trywialny, więc, ponieważ dla dowolnej siecznej {\displaystyle |PT|^{2}=|PA|\cdot |PB|,} a {\displaystyle |PT|} jest stałe, to {\displaystyle {|PA|}\cdot |PB|} też musi być stałe, co kończy dowód.

#### DlaP{\displaystyle P}wewnątrz okręgu
Pary kątów DAB, DCB i ADC, ABC są parami kątów wpisanych opartych na tym samym łuku, więc są przystające, więc trójkąty DAP, BCP są podobne według cechy kk. Stąd:
{\displaystyle {\frac {|AP|}{|PD|}}={\frac {|CP|}{|PB|}}}
{\displaystyle |AP|\cdot |PB|=|DP|\cdot |PC|}
co było do udowodnienia.